# シェーン・ドゥラーム
シェーン・ドゥラーム（Shane Drahm、1977年8月29日 - ）は、オーストラリア・ブリスベン出身のラグビー選手。 

## プロフィール
- ポジションはフライハーフ、フルバック。
- 身長 175cm、体重 85kg。

## 来歴
クイーンズランド工科大学卒業。2008年にプレミアシップのウスター・ウォーリアーズからクボタスピアーズへと移籍し、3シーズンプレーした。ラグビーイングランド代表の経験がある。